# 達契亞人
达契亚人（英语：Dacians，/ˈdeɪʃənz/，[ˈdaːkiː]；罗马尼亚语：Dacică）是古代居住於达契亚地區（喀尔巴阡山脉以东、黑海以西）的印欧民族，他们通常被认为是色雷斯人的一个亚群。该地区主要包括当今的罗马尼亚和摩尔多瓦大部、乌克兰西部、塞尔维亚东部、保加利亚北部、斯洛伐克、匈牙利和波兰南部。达契亚人和相关的盖塔人讲达契亚语，该语言与邻近的色雷斯语之间的关系存在争议，并且可能是它的一个子群。达契亚人在文化上受到邻近的斯基泰人和公元前4世纪凯尔特人入侵影响。
西元前70年時，達契亞人有了自己的國家。西元106年達契亞战争后，達契亞被併入羅馬帝國，這一地區開始羅馬化。羅馬帝國撤離之後，眾多民族入侵達契亞地區，達契亞人的文化也被消滅。現在的羅馬尼亞人被認為是達契亞人和羅馬人混血產生的民族。